# Rūdgar Maḩalleh
Rūdgar Maḩalleh (persiska: رودگر محله) är en ort i Iran.   Den ligger i provinsen Mazandaran, i den norra delen av landet, 120 km norr om huvudstaden Teheran. Rūdgar Maḩalleh ligger 38 meter över havet och antalet invånare är 704.
Terrängen runt Rūdgar Maḩalleh är varierad.Runt Rūdgar Maḩalleh är det ganska tätbefolkat, med 116 invånare per kvadratkilometer. Närmaste större samhälle är Tonekābon, 15,6 km nordväst om Rūdgar Maḩalleh. I omgivningarna runt Rūdgar Maḩalleh växer i huvudsak blandskog.